# Inúbia
Inúbia é o nome dado pelos poetas aos flautins de taquara dos índios tupi-guaranis.